# Gensac-sur-Garonne
Gensac-sur-Garonne – miejscowość i gmina we Francji, w regionie Oksytania, w departamencie Górna Garonna.
Według danych z 1999 r. gminę zamieszkiwały 264 osoby, a gęstość zaludnienia wynosiła 26 osób/km² (wśród 3020 gmin regionu Midi-Pireneje Gensac-sur-Garonne plasuje się na 814. miejscu pod względem liczby ludności, natomiast pod względem powierzchni na miejscu 1090.).